# Mann von Husbäke 1931
Der Mann von Husbäke 1931 (auch Husbäke 1931) war eine Moorleiche, die 1931 beim Torfstechen im Vehnemoor bei Edewecht in Niedersachsen gefunden wurde, und die stark beschädigt ins Landesmuseums für Natur und Mensch in Oldenburg kam. Aufgrund mangelnder Pflege während der Kriegswirren des Zweiten Weltkriegs wurden die Überreste so stark geschädigt, dass sie 1950 entsorgt werden mussten.

## Fundstelle
Seit dem 19. Jahrhundert wurde dieser Bereich des Vehnemoors zur Gewinnung von Brennstoff, speziell zum Rösten von Buchweizen abgetorft. Bereits am 10. April 1920 wurde etwa 1000 Meter südlich bei Hogenseth die gut erhaltene Moorleiche Mann aus Hogenseth gefunden, die jedoch von den Torfarbeitern auf der Suche nach Wertgegenständen in viele Teile zerteilt und am nächsten Tag neben dem Friedhof von Altenoythe vergraben wurde. Im Jahr 1936 wurde nur etwa 8 Meter nördlich der Mann von Husbäke 1936 gefunden.
Fundstelle: 53° 5′ 26,9″ N, 7° 57′ 50,8″ O

## Fund
Am 10. Juli 1931 stieß der Arbeiter Joh. Bank aus Kampe beim Torfstechen auf einen Gegenstand und bei seinem nächsten Spatenstich bemerkte er Haare im Torf. Er untersuchte den Fund genauer und erkannte einen menschlichen Körper. Bank benachrichtigte seinen Betriebsführer und seine Arbeitskollegen, die anschließend weitere Teile der Leiche ausgruben und neben dem Rand der Grube ablegten. Später am Tag benachrichtigten Außenstehende die Behörden und erst der Herausgeber der lokalen Tageszeitung E. Ries informierte den Oldenburger Museumsleiter von dem Fund. Am 11. Juli reiste der Museumsdirektor von Buttel-Reepen, zusammen mit Gendarmeriekommissar Tjarks, Fotograf Sternath und Herrn Eything zur Fundstelle. Sie begutachteten die zerwühlten Körperteile, die neben der Grube aufgehäuft lagen, und bargen weitere Stücke aus dem Torf. Sternath fertigte mehrere Fotografien an der Fundstelle an. Die Überreste wurden in das Museum transportiert und unter der Inventarnummer 5364 zur Konservierung in einer Salzwasserlösung eingelegt, um sie vor Austrocknung, Fäulnis und Verschimmeln zu schützen. Am 15. Juli wurden an der Fundstelle durch Overbeck, Schütte und von Büttel-Repen Torfprofile für die pollenanalytische Untersuchung gezogen und am 17. Juli untersuchte der Rechtsmediziner Dr. Schläger die Leichenteile im Museum, das Protokoll existiert jedoch nicht mehr. Während des Zweiten Weltkrieges war dem Museum eine durchgehende Überwachung dieses Lagerbehälters nicht möglich und er trocknete mit den eingelagerten Funden aus. Die Überreste verfaulten so stark, dass sie 1950 entsorgt werden mussten.

## Befunde
Der Mann von Husbäke war bis zum Zeitpunkt der Bergung außerordentlich gut erhalten. Der Tote muss sehr schnell in die Torfmoorschicht eingesunken und vollständig eingeschlossen worden sein. Jedoch waren die Überreste durch die nicht fachgerechte Bergung sehr stark beschädigt worden. Der Mann lag ausgestreckt auf dem Bauch etwa 100 bis 135 Zentimeter unterhalb der damals schon abgegrabenen Mooroberfläche. Ein bereits früher angelegter Graben schnitt die Lagerstelle, bei dessen Anlage die Leiche möglicherweise schon beschädigt wurde. Der Tote lag in Richtung Westnordwest, hatte die Beine leicht angezogen und seine Arme lagen leicht angewinkelt nach links über den Kopf ausgestreckt. Da die Fundschicht über der Leiche bei Eintreffen der Archäologen abgegraben war ließen sich Aussagen über eine Eingrabung des Toten nicht mehr sicher treffen, ebenso ließ sich die genaue Lagesituation der Leiche im Moor nur noch durch die Aussagen des Finders rekonstruieren. Bei der Bergung hatte die noch weiche Haut eine helle Farbe, die jedoch nach kurzer Zeit an der Luft in eine schwarzbraune Farbe umschlug, die Haut war bei der Auffindung noch zäh und lederartig. Die Körperteile waren noch weitgehend plastisch geformt, was auf das gut erhaltene Muskel- und Bindegewebe sowie auf die außerordentlich gut erhaltenen inneren Organe zurückzuführen war, die teilweise noch in fester Konsistenz vorlagen. Die Knochen wiesen bei der Bergung ihre natürliche Form auf, waren jedoch aufgrund der langen Lagerung im sauren Moormilieu entkalkt, biegsam und im getrockneten Zustand wesentlich leichter als vergleichbares frisches Knochenmaterial. Der Kopf der Leiche war nach der Bergung noch intakt, doch noch bevor Sternath diesen fotografieren konnte, lief ein Hund darüber und trat die Gesichtsregion in das Schädelinnere. Der Kinn- und Mundbereich des Kopfes blieb unbeschädigt. Auf dem Kopf waren büschelweise Kopfhaare von etwa 10 bis 15 Zentimetern Länge vorhanden, im Nackenbereich waren die Haare etwa 8 bis 14 Zentimeter lang. Die Haare des Schnurrbarts waren 20 bis 25 Millimeter lang und unter der Unterlippe befanden sich verstreut Haare eines Kinnbarts von 40 Millimetern Länge. Alle Haare waren, wie auch bei anderen Moorleichen, rotbraun verfärbt. Die Lippen waren leicht geöffnet. Die Zähne waren dunkel verfärbt und das Gebiss lag vollständig vor. Die inneren Organe waren vollständig erhalten und identifizierbar, am Gekröse waren unter der Lupe Blutgefäße bis in die kleinsten Verästelung erkennbar. Eine Untersuchung des Magen- und Darminhalts wurde nicht durchgeführt. Nach Aussage der Finder war die rechte Hand geöffnet und die linke zu einer Faust geschlossen. Die Fingernägel waren gut erhalten und zeigten eine sorgfältige Pflege. Auffallend war laut den Findern eine starke Körperbehaarung, besonders an den Beinen.
Die Körpergröße des Mannes schätzte Museumsleiter von Buttel-Reepen nach Begutachtung der Skelettteile auf etwa 175 Zentimeter, sein Lebensalter auf 20 bis 30 Jahre, ohne jedoch eine genauere Begründung dafür zu liefern. Die Geschlechtsdiagnose als männlich erfolgte primär aufgrund der am Kinn beobachteten ausgeprägten Bartbehaarung, eine Geschlechtsbestimmung über die Beckenform war aufgrund der Plastizität der entkalkten Knochen nur unsicher.
Bei der Leiche wurden weder Kleidungsreste noch andere persönliche Ausrüstung wie Werkzeuge oder Schmuck dokumentiert.

### Todesursache
Die Todesursache lässt sich aufgrund der verloren gegangenen Leichenteile nicht mehr klären, ebenso lässt sich wegen der mangelhaften Bergung der Leiche nicht mehr ermitteln, ob der Tote an der Stelle vergraben wurde.

### Datierung
Die Leiche wurde in den 1930er Jahren aufgrund der Pollenanalyse der sie umgebenden Torfschicht in den Zeitraum zwischen 1000 und 300 vor Chr. datiert. Eine Neuauswertung der Pollendiagramme ergab jedoch, dass auch eine Datierung in das 1. oder 2. Jahrhundert nach Chr. möglich ist. Da von der Leiche selbst keine Teile mehr existieren, ist eine genauere naturwissenschaftliche Datierung, beispielsweise mittels Radiokohlenstoffdatierung, nicht mehr möglich.